# 细穗柳
细穗柳（学名：Salix tenuijulis）为杨柳科柳属的植物。分布于西伯利亚、中亚地区以及中国大陆的新疆等地，生长于海拔1,200米至1,500米的地区，多生在山河岸边，目前尚未由人工引种栽培。

## 异名
- Salix serrulatifolia E. Wolf f. subintegrifolia Ch. Y. Yang
- Salix tenuijulis Ledeb. var. subintegrifolia (Ch. Y. Yang) H. L. Yang